# Hanns Lothar
Hanns Lothar (* 10. April 1929 als Hans Lothar Neutze in Hannover; † 11. März 1967 in Hamburg) war ein deutscher Schauspieler. Er war in den 1950er und 1960er Jahren ein äußerst populärer Theater-, Film- und Fernsehschauspieler.

## Leben

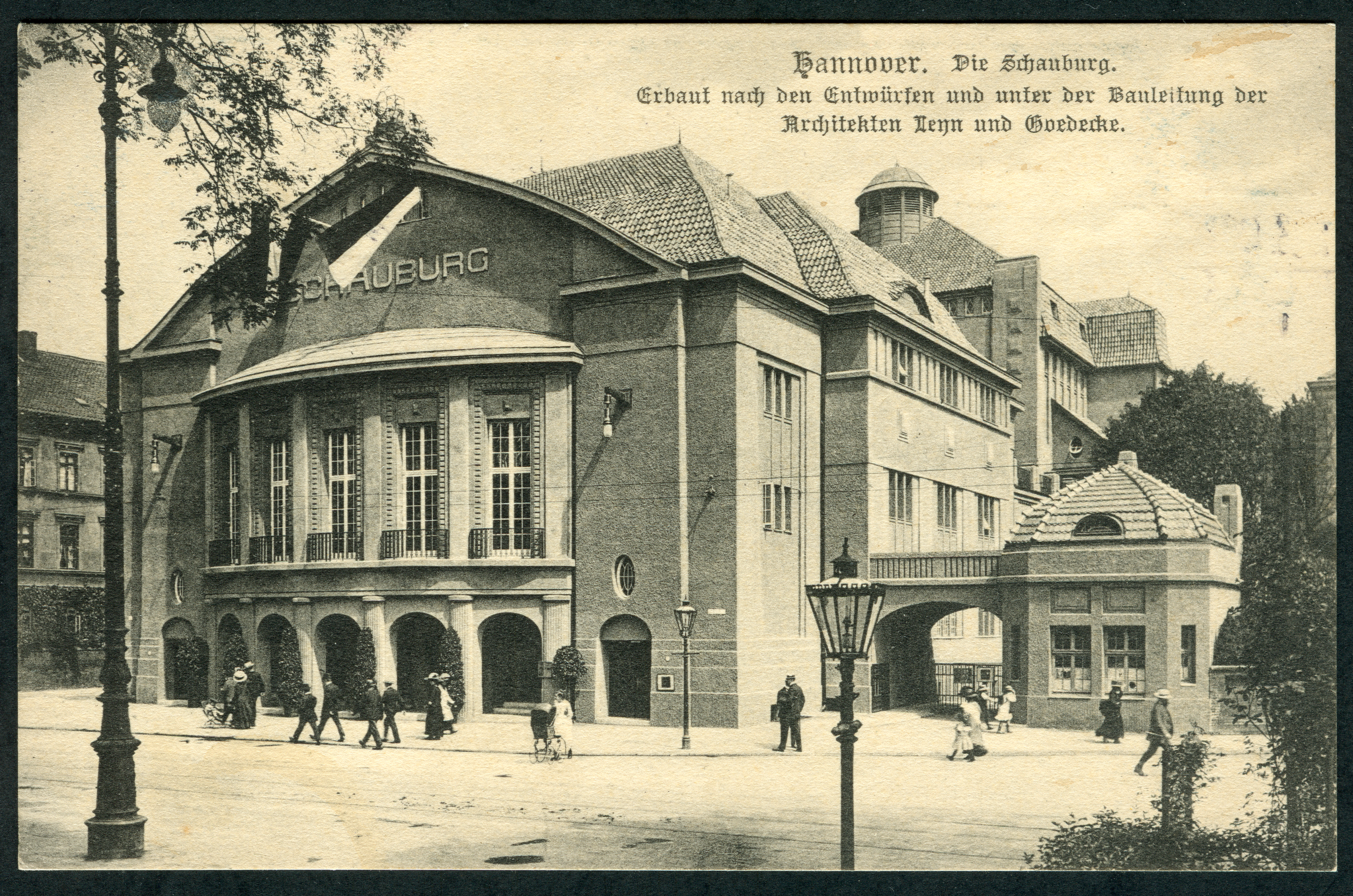
Die Schauburg in Hannover („Schauspielhaus“), erster Wirkungsort der Brüder Neutze

Hanns Lothar, Sohn des Justizsekretärs Johann Neutze und dessen Ehefrau Else Neutze, geb. Radke, war der Bruder der Schauspieler Günther Neutze und Horst Michael Neutze. 1964 traten die drei Brüder in dem Krimi Polizeirevier Davidswache von Jürgen Roland gemeinsam auf. Zwei Jahre danach waren in dem Kriminal-Hörspiel Reiche Leichen sind die besten von Harald Vock ebenfalls alle drei zu hören.
Als titelgebender standhafter Zinnsoldat hatte Lothar 1942 seinen ersten Bühnenauftritt. Er nahm Schauspielunterricht bei Max Gaede und erhielt 1947 ein Engagement an den Städtischen Bühnen Hannover. 1951 ging er an die Städtischen Bühnen Frankfurt, 1954/55 zum Landestheater Hannover. Von 1955 bis 1962 gehörte er während der Intendanz von Willy Maertens zum Ensemble des Thalia Theaters in Hamburg.
Seinen ersten Film Wege im Zwielicht drehte Lothar 1948 unter dem Regisseur und Schauspieler Werner Hesse. In Alfred Weidenmanns Verfilmung von Thomas Manns Buddenbrooks verkörperte er 1959 den Christian Buddenbrook.

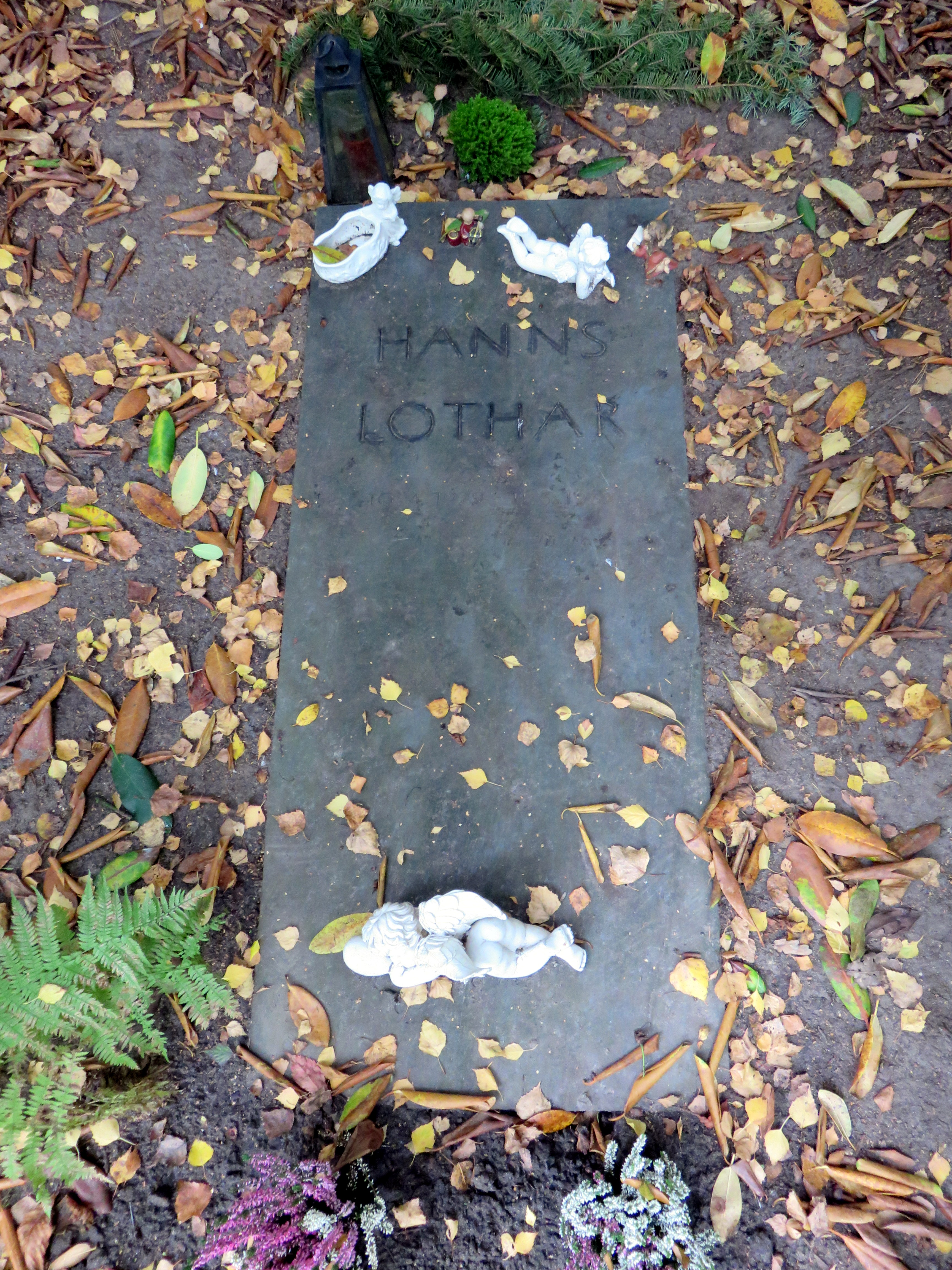
Grabstätte Hanns Lothar auf dem Friedhof Ohlsdorf

1960 spielte er an der Seite seiner Ehefrau Ingrid Andree und neben Therese Giehse und Peter Lühr in der Verfilmung von Bruno Franks Komödie Sturm im Wasserglas. Lothars bekanntester Film ist die 1961 kurz vor dem Mauerbau entstandene Ost-West-Satire Eins, Zwei, Drei. Er verkörperte in Billy Wilders Film mit Schlemmer den preußisch korrekten, noch immer dem nationalsozialistischen Drill verhafteten Sekretär des von James Cagney dargestellten Direktors der Coca-Cola-Niederlassung in West-Berlin. 1964 war Lothar als ehemaliger Jagdflugzeugpilot in dem Fernsehfilm Flug in Gefahr neben Benno Sterzenbach und seinem Bruder Günther Neutze in einer Hauptrolle zu sehen. Darüber hinaus wirkte er in zahlreichen Fernsehspielen mit.
Hanns Lothar war von 1950 bis 1954 mit der Schauspielerin Kari Noller und vom 31. Dezember 1959 bis zum 25. Juni 1965 mit der Schauspielerin Ingrid Andree verheiratet. Seiner zweiten Ehe entstammte die Schauspielerin Susanne Lothar (1960–2012). Aus einer Beziehung mit der Schauspielerin Elfriede Rückert (1918–2016) ging der Schauspieler Marcel Werner (1952–1986) hervor. Ein knappes Jahr vor seinem Tod heiratete Lothar im Juli 1966 die Lübecker Sekretärin Gabriele Wiemer.
Hanns Lothar starb im März 1967 mit nur 37 Jahren an einer Nierenkolik. Sein Grab befindet sich in Hamburg auf dem Friedhof Ohlsdorf im Planquadrat AC 11 nahe Stiller Weg und Riedemann-Mausoleum.

## Filmografie
- 1948: Wege im Zwielicht
- 1951: Die Schuld des Dr. Homma
- 1955: Das heiße Herz (Fernsehen)
- 1955: Der Fall Winslow (Fernsehen)
- 1956: Das träumende Mädchen (Fernsehen)
- 1956: Keiner stirbt leicht (Fernsehen)
- 1957: Minna von Barnhelm oder Das Soldatenglück (Fernsehen)
- 1957: Die Festung (Fernsehen)
- 1957: Das heiße Herz (Fernsehen)
- 1958: Stunde der Wahrheit (Fernsehen)
- 1958: Biedermann und die Brandstifter (Fernsehen)
- 1958: Der Tod auf dem Rummelplatz (Fernsehen)
- 1958: Begegnung in Singapur (Fernsehen)
- 1958: Der Tod des Handlungsreisenden (Fernsehen)
- 1959: Ende des 6. Stocks (Fernsehen)
- 1959: Menschen im Netz
- 1959: Buddenbrooks (2 Teile)
- 1960: Sturm im Wasserglas
- 1960: Das Lied der Taube (Fernsehen)
- 1960: Die Verwandlung (Fernsehen)
- 1960: An heiligen Wassern
- 1960: Der letzte Zeuge
- 1961: Bis zum Ende aller Tage
- 1961: Eins, Zwei, Drei (One, Two, Three)
- 1962: Wenn beide schuldig werden
- 1962: Seelenwanderung. Eine Parabel (Fernsehen, 1964 Kino)
- 1963: Kleider machen Leute
- 1963: Stalingrad
- 1963: Wochentags immer
- 1963: Schloß Gripsholm
- 1963: Das Himmelbett (Fernsehen)
- 1963: Der schlechte Soldat Smith (als Hauptmann Smith) (Fernsehen)
- 1963: Freundschaftsspiel
- 1963: Piccadilly null Uhr zwölf
- 1964: Flug in Gefahr (Fernsehen)
- 1964: Stunden der Angst (Fernsehen)
- 1964: Die fünfte Kolonne (Fernsehserie) – Eine Puppe für Klein-Helga
- 1964: Polizeirevier Davidswache
- 1965: Die Katze im Sack (Fernsehen)
- 1965: Der neue Mann (Fernsehen)
- 1965: 4 Schlüssel
- 1965: Der Fall Harry Domela (Fernsehen)
- 1966: Lange Beine – lange Finger
- 1966: Wir machen Musik. Eine kleine Harmonielehre (Fernsehen)
- 1966: Der Fall Lothar Malskat (Fernsehen)

## Hörspiele (Auswahl)
- 1955: Harald Vock: Ein Abend für junge Hörer: Advent 200 km östlich Kiew. Die Geschichte einer Entscheidung – Regie: Gerlach Fiedler (Kurzhörspiel – NWDR Hamburg)
- 1955: Günter Eich: Zinngeschrei (Salinas) – Regie: Gustav Burmester (Original-Hörspiel – NWDR Hamburg)
- 1956: Fritz Stavenhagen: De dütsche Michel (Johann Graf Malling) – Bearbeitung und Regie: Eberhard Freudenberg (Hörspielbearbeitung, Mundart-Hörspiel – RB)
- 1957: Michael Gilbert: Der Mann, der nicht schlafen konnte (6 Teile) (Bohun) – Regie: Hans Rosenhauer (Hörspielbearbeitung, Kriminal-Hörspiel – NDR)
- 1957: Karl Heinz Zeitler: Die Jagd nach dem Täter (20. Folge: Die Barker-Gang) Hörspiel nach einer wahren Begebenheit (Ben Barker, ihr Sohn) – Regie: S. O. Wagner (Original-Hörspiel, Kriminal-Hörspiel – NDR)
- 1961: Jan Rys: Verhöre (Ard) – Regie: Fritz Schröder-Jahn (Hörspiel – NDR)

## Dokumentation über Hanns Lothar
Thorsten Niemann: Hanns Lothar – ein Kind, ein Clown, ein Spieler. Norddeutscher Rundfunk, Hamburg 1999 (Umfang: 45 Minuten; Videocassette)

## Auszeichnungen
- 1960: Filmband in Silber (Beste männliche Nebenrolle) für Buddenbrooks
- 1960: Preis der deutschen Filmkritik (Bester männlicher Darsteller) für Buddenbrooks
- 1961: Goldener Bildschirm als beliebtester männlicher Star
- 1961: Filmband in Gold (Beste männliche Nebenrolle) für Der letzte Zeuge
- 1966: Bronzener Bildschirm